# Prosper Ancel-Seitz
Pour les articles homonymes, voir Ancel et Seitz.
Prosper Ancel-Seitz est un homme politique français né le 26 juin 1846 à Sainte-Croix-aux-Mines (Haut-Rhin) et décédé le 28 décembre 1930 à Beaulieu-sur-Mer (Alpes-Maritimes).

## Biographie
Fils d'un notaire, il commence une carrière dans le notariat jusqu'en juillet 1871 où il épouse la fille de l'industriel Étienne Seitz qui a quitté la confiserie familiale en 1856 pour fonder une filature à Granges-sur-Vologne, complétée en 1860 par une seconde à Aumontzey et une autre à Granges. En 1868, son gendre s'associe à lui pour fonder la société « Seitz et Walter » qui achète une autre filature à Bussang en 1870. Prosper Ancel abandonne le notariat pour travailler avec son beau-père dans l'industrie textile. Il sert comme lieutenant durant la guerre de 1870 puis, en 1873, achète un tissage à Fresse-sur-Moselle et, en 1877, entre dans la société de son beau-père qui est renommée « Seitz et compagnie ». Ce dernier meurt en 1884 et Prosper évince son beau-frère de la société qu'il renomme « P Ancel-Seitz ». À Fresse, il fait construire en 1894 un tissage et en 1901 une filature, portant à cinq grands établissements employant 2 000 ouvriers.
Propriétaire d'une filature de coton, il est président de la caisse syndicale d'assurances mutuelles contre les accidents du travail de l'industrie textile à partir de 1906. Il est aussi président de l'association cotonnière coloniale et vice-président du comité du commerce extérieur. Il se présente comme député des Vosges en 1902 avec l'étiquette de nationaliste contre le député sortant Maximilien Kelsch. 
Il prépare sa campagne dès 1900 en confiant la gestion de sa société à son fils et avec des dépenses de campagnes très importantes, fonde en 1901 une section de vétérans de l'armée de terre et de mer de 1870-71 à Granges puis organise une fête patriotique en invitant les autres sections vosgiennes à un grand banquet. Plusieurs milliers de personnes y assistent pour un coût entre 25 000 et 30 000 francs. Il fonde ensuite un journal hebdomadaire Le Libéral des Vosges à la fin de l'année qui lui sert de promotion comme républicain antimaçonnique et national. Il se proclame antidreyfusards et se place en opposant à Kelsh, franc-maçon et dreyfusard. Il parvient à obtenir le soutien de l'ancien député Paul Marcillat, progressiste battu par Kelsh. Il gagne ainsi avec 56,22 % des voix dès le premier tour. Il s'inscrit alors au groupe des Républicains progressistes. Il est cependant un député peu actif qui déçoit ses partisans, s'installant à Beaulieu-sur-Mer. Il se représenta aux élections de 1906 avec le soutien d'une Ligue sociale et patriotique qu'il vient de fonder. Il se présente en opposant au Bloc des gauches, qu'il considère comme « criminelle » et  « révolutionnaire ». Bien qu'il fût le candidat le plus favorisé au premier tour avec 47,69 % contre 45,07 % pour le radical Henri Schmidt et 7,27 % pur le candidat socialiste Célestin Pernot, il se retira avant le 2e tour de scrutin et laisse Paul Marcillat le remplacer provoquant son échec face à Schmitt. Prosper met fin à son journal et se retire de la vie politique. Il place cependant en 1914 son ami Joseph Sansboeuf contre Henri Schmitt, sans succès.
Il est entre 1907 et 1911 secrétaire de l'Association de l'Industrie et de l'Agriculture fondée par Jules Méline, fonde et préside de 1908 à 1910 l'Association cotonnière coloniale et de 1910 à 1912, il fait partie du comité du Syndicat général de l'industrie cotonnière française. Il se rend ensuite au Congo français pour fonder des plantations de coton à Bissau et dans le Congo portugais et français. Il fonde aussi des plantations de café, de cacao et de caoutchouc vers 1889. Il est nommé pour ses actions vice-président de la Banque nationale française du commerce extérieur puis vice-président du comité des conseillers du commerce extérieur qu'il fonde. À sa mort en 1930, il laisse quatre fils, Louis Seitz (1873-1920), ingénieur de l'École centrale de Paris, Paul (1874-1961) élève d'HEC qui gère l'entreprise à partir de 1900 et Prosper (1880-1965) qui hérite des plantations au Congo et les exploitent pendant plusieurs décennies.

## Décorations
- Officier de la Légion d'honneur (20 septembre 1923)
- Chevalier de la Légion d'honneur (3 août 1894)